# Dziura w głowie
Dziura w głowie – amerykański film komediowy z 1959 roku w reżyserii Franka Capry, na podstawie sztuki Arnolda Schulmana.

## Opis fabuły
Tony Manetta jest właścicielem hotelu w Miami. Interes nie kręci się zbyt dobrze, a w dodatku Tony wydaje resztę swoich pieniędzy na kobiety, do których ma ogromną słabość. Z pomocą niespodziewanie przychodzi mu Ally, jego dwunastoletni syn. Chłopiec jest bardzo wrażliwy i to dla niego Tony postanawia się zmienić. Prosi on o pomoc swego brata, Mario, który stawia jednak pewne warunki.

## Obsada aktorska
- Thelma Ritter (Sophie Manetta)
- Dub Taylor (Fred)
- Frank Sinatra (Tony Manetta)
- Keenan Wynn (Jerry Marks)
- Eleanor Parker (Eloise Rogers)
- Carolyn Jones (Shirl)
- Eddie Hodges (Ally Manetta)
- Joi Lansing (Dorine)
- Connie Sawyer (Panna Wexler)
- James Komack (Julius Manetta)
- Edward G. Robinson (Mario Manetta)
- B.S. Pulley (Hood)
- Benny Rubin (Abe Diamond)
- Pupi Campo (Mistrz ceremonii)
- Robert Williams (Taksówkarz)

i inni